# Golice (Lubusz)
Pour les articles homonymes, voir Golice.
Golice (prononciation : [ɡɔˈlʲit͡sɛ]) est un village polonais de la gmina de Słubice dans le powiat de Słubice de la voïvodie de Lubusz dans l'ouest de la Pologne.
Il se situe à environ 12 kilomètres au nord-est de Słubice (siège de la gmina et du powiat), 52 kilomètres au sud-ouest de Gorzów Wielkopolski (capitale de la voïvodie) et 80 kilomètres au nord-ouest de Zielona Góra (siège de la diétine régionale).
Le village comptait approximativement une population de 412 habitants en 2011.

## Histoire
Au cours du deuxième partage de la Pologne en 1793, le village est annexé par le Royaume de Prusse sous le nom de Gohlitz. (voir Évolution territoriale de la Pologne)
Après la Seconde Guerre mondiale, avec la mise en œuvre de la ligne Oder-Neisse, le village retourne à la République populaire de Pologne. La population d'origine allemande est expulsée et remplacée par des polonais.
De 1975 à 1998, le village appartenait administrativement à la voïvodie de Gorzów.

Depuis 1999, il appartient administrativement à la voïvodie de Lubusz